# Melanchthonkirche (Bremen)

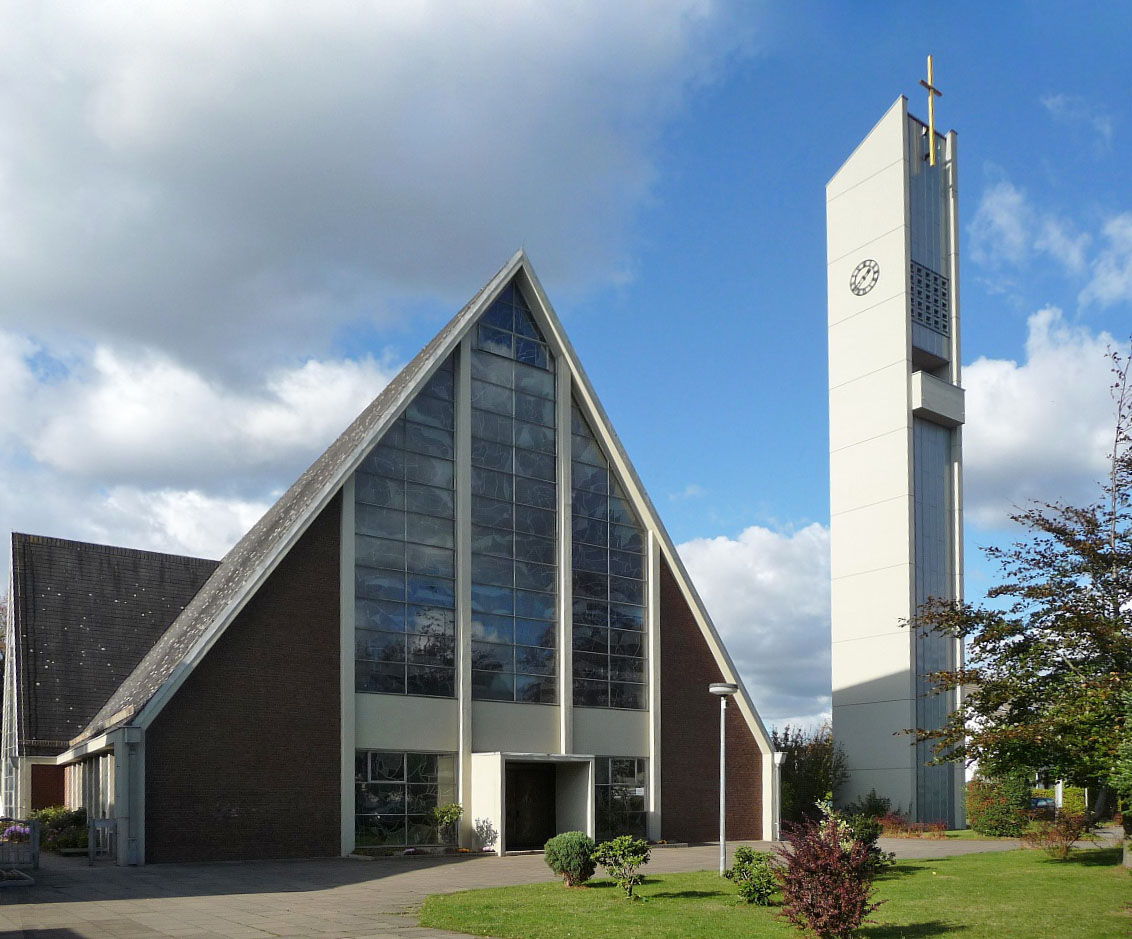
Melanchthonkirche

Die Melanchthonkirche zu Bremen-Osterholz ist eine der Bremer evangelischen Kirchen.

## Gemeinde
Die Kirche gehört zu den evangelischen Kirchen in Bremen, die weder lutherisch noch reformiert sind, stattdessen ist sie evangelisch uniert. Die Kirche gehört zu den meistbesuchten in Bremen-Osterholz.

## Geschichte
Vor dem Zweiten Weltkrieg stand hier die Dankeskirche, eine kleine Kirche mit Satteldach und Dachtürmchen. Die vorhandene, schwerbeschädigte Kirche wurde nach dem Krieg wieder provisorisch hergestellt. Am 14. Juni 1946 entstand die neue, selbstständige Kirchengemeinde. 1954/55 wurde ein Gemeinde- und Jugendhaus angefügt. Die Dankeskirche wurde 1967/68 im Zuge eines Neubaus abgerissen.
Der Neubau der Melanchthonkirche entstand nach Plänen des Architekten Heinz Lehnhoff. Der zeltförmige Bau wurde 1968 eingeweiht und nach Philipp Melanchthon benannt. Die Dachhöhe des Kirchenschiffes beträgt 17,5 m. Da die Kirche nicht gut beheizt werden kann, müssen im Winter die Gottesdienste in einer Winterkirche stattfinden.
Der 32 m hohe Turm wurde im Sommer 2009 renoviert. Der Turm beherbergt ein vierstimmiges Geläut von Bronzeglocken der renommierten Glockengießer Otto aus Hemelingen. Das Geläut hat folgende Schlagtonreihe: a' – h' – d" – e". Die Glocken haben folgende Durchmesser: 916 m, 816 m, 686 mm und 611 mm. Die Orgel stammt von Alfred Führer aus dem Jahr 1971 und verfügt über 22 Register auf zwei Manualen und Pedal.